# Lebensreform
 (août 2018).
Lebensreform (litt. « réforme de [la] vie » en allemand) désigne un mouvement de réforme en Allemagne et en Suisse à la fin du XIXe siècle qui influença de nombreuses communautés jusqu'au milieu du XXe siècle. Le mouvement était principalement critique de l'urbanisation et de l'industrialisation (caractéristiques en Allemagne de l'ère wilhelmienne) ; son slogan était « retour à la nature ». À l'instar du mouvement hippie des années 1960 aux États-Unis dont il apparaît comme un précurseur, il n'avait pas d'organisation particulière.

## Idéologie et histoire
L'idée centrale était qu'un mode de vie plus proche de la nature était plus sain que celui de la société industrielle. À partir de cette base commune, un grand nombre de traditions, de pratiques et d'idéologies se sont développées, touchant à des domaines extrêmement divers, et sans réel souci de cohérence. Parmi les grands théoriciens du mouvement, outre la reprise de la tradition goethienne de la Naturphilosophie, on trouve des auteurs comme Adolf Just, Louis Kuhne, Rudolf Steiner (ainsi que d'autres noms du mouvement théosophique), Karl Wilhelm Diefenbach, Hugo Höppener ou encore Gustav Gräser.
Plusieurs phénomènes sociaux plus structurés sont nés de la lebensreform pendant l'entre-deux-guerres, comme le « mouvement de la jeunesse » (Jugendbewegung), identifié à l’origine à celui des Wandervogel (« oiseaux migrateurs »), et créé par Karl Fischer (avec 25 000 membres en 1914). Ces mouvements sont progressivement récupérés pendant l'entre-deux guerres par des causes confessionnelles ou politiques, à travers la bündische Jugend (« jeunesse des ligues »), intégrant une dimension paramilitaire, patriarcale et nationaliste, qui se feront toutes absorber (ou dissoudre) par les Jeunesses hitlériennes. La lebensreform continua d'avoir une grande influence sur le nazisme (notamment via Heinrich Himmler et Rudolf Höss).
Dans le contexte du mouvement Lebensreform, des tentatives de réforme vestimentaire sont menées. Gustav Jäge propose des sous-vêtements en laine et fonde sa propre entreprise de confection qui connaît un succès commercial considérable pendant plusieurs décennies, non seulement dans le monde germanophone, mais aussi en Angleterre. Les tentatives de réforme du vêtement féminin se concentrèrent sur l'abolition du corset, fortement réclamée non seulement par les militantes des droits des femmes, mais aussi par certains médecins. Aux États-Unis, Amelia Bloomer adopte le bloomer : un pantalon bouffant et resserré aux chevilles, comme celui des femmes du Moyen-Orient et d'Asie centrale, surmonté d'une robe ou d'une jupe courte et d'un gilet et lui donne son nom. En 1881, la Rational Dress Society (en) est fondée en Angleterre, suivie en 1896 par la Allgemeine Verein zur Verbesserung der Frauenkleidung ('Association générale pour l'amélioration du vêtement féminin) en Allemagne. En 1900, des artistes de renom, dont Henry van de Velde avec Maria Sèthe et Anna Muthesius, conçoivent des robes à porter sans corset. 
La vulgarisation tardive de la littérature issue du mouvement lebensreform en Amérique (notamment par Bill Pester, Benedict Lust, ou encore Arnold Ehret) participa en partie à l'élaboration du mouvement hippie, notamment via la traduction du Retour à la nature d'Adolf Just (1896).
L'alimentation était un élément important de la lebensreform et elle a contribué à la diffusion précoce du végétarisme en Allemagne (au départ inspirée de certaines pratiques indiennes, sous l'effet de l'orientalisme qui habitait le mouvement théosophique). L'agriculture biodynamique de Rudolf Steiner, apparue un peu plus tard, s'inscrit également dans ce courant, ainsi que les autres pratiques steineriennes. Enfin, le naturisme, la pratique du yoga et le port de vêtements en laine et en coton sont également associés à la lebensreform. Une des personnalités les plus célèbres du mouvement, Sebastian Kneipp, avait mis au point des thérapies aquatiques et des bains de pieds qui sont toujours populaires dans les pays germanophones aujourd'hui.
De nombreux éléments de la lebensreform ont ainsi survécu à la chute du nazisme, et sont aujourd'hui encore caractéristiques de la culture allemande, notamment bavaroise : naturisme, véganisme, ou encore le recours à des médecines dites « naturelles ». comme l'homéopathie ou la naturopathie (le diplôme d’État allemand fut créé en 1939).

### Filmographie
- Henry Colomer, La Montagne de la vérité, 1996, fiche du film